# فرضية فوكس
فرضية فوكس (نسبةً إلى إف. إم. فوكس) هي تقريب من المرتبة الأولى لطاقة السطح. وتنص على أن طاقة السطح هي مجموع قوى كل عنصر:
γ=γd+γp+γi+...
حيث γd هو عنصر التشتت وγp القطب وγi هو القطب المزدوج، وهكذا.
ذهبت فرضية فوكس إلى حدّ أبعد حين جعلت من الممكن تقييم التقريب الذي يجعل السطح البيني الذي يفصل سائلاً عديم القطبية وجسمًا عديم القطبية حيث لا توجد سوى تفاعلات مشتتة تنشط عبر السطح البيني باستخدام المتوسط الهندسي لإسهامات كل سطح، أي
γSL=γS+γL-2(γSp x γLp)1/2
- A. V. Pocius, Adhesion and adhesives: an introduction, 2002 (ISBN 1-56990-319-0)

## مقالات ذات صلة
- Sessile drop technique: The Fowkes Theory